# Thyridosmylus marmoratus
Thyridosmylus marmoratus is een insect uit de familie watergaasvliegen (Osmylidae), die tot de orde netvleugeligen (Neuroptera) behoort. 
Thyridosmylus marmoratus is voor het eerst wetenschappelijk beschreven door Fraser in 1955. De soort komt voor in Madagaskar.